# Donatus Edet Akpan
Donatus Edet Akpan (* 7. August 1952 in Ikot Ada Utor, Akwa Ibom, Nigeria) ist ein nigerianischer Geistlicher und römisch-katholischer Bischof von Ogoja.

## Leben
Donatus Edet Akpan empfing am 15. Oktober 1985 das Sakrament der Priesterweihe für das Bistum Ikot Ekpene.
Nach der Priesterweihe war er zunächst Lehrer am Knabenseminar in Afaha Obong. Von 1987 bis 1989 studierte er an der University of Nigeria, wo er ein Diplom in Erziehungswissenschaft und einen Mastergrad in biblischer Theologie erwarb. Ab 1989 war er als fidei-donum-Priester im Erzbistum Abuja tätig, unter anderem als Pfarrer und Regens des Priesterseminars. Seit 2016 war er Pfarrer der Rosenkramzpfarrei im Stadtbezirk Wuse von Abuja, Leiter der Liturgiekommission und Zeremonienmeister des Erzbistums Abuja.
Papst Franziskus ernannte ihn am 9. April 2017 zum Bischof von Ogoja. Die Bischofsweihe spendete ihm der Erzbischof von Calabar, Joseph Effiong Ekuwem, am 7. Juli desselben Jahres. Mitkonsekratoren waren der Bischof von Uyo, John Ebebe Ayah, und der Bischof von Ikot Ekpene, Camillus Raymond Umoh.